# Disney's Hollywood Studios
Disney's Hollywood Studios, antes conocido como Disney-MGM Studios, es un parque temático localizado en Walt Disney World, cerca de Orlando, Florida en Estados Unidos. Abrió sus puertas el 1 de mayo de 1989 y tiene una extensión de 546.000 m². El tema del parque son las películas y los programas de televisión realizados en Hollywood.
El parque cambió de nombre el 7 de enero de 2008. La única relación del parque con Metro-Goldwyn-Mayer (MGM) es a través de un contrato que permite a Disney utilizar el nombre y el logotipo de MGM para marketing y otros contratos separados.

## Historia
La idea de construir los Disney-MGM Studios, comenzó en Epcot, cuando se buscaba crear una nueva atracción con un tema sobre el cine. Después de que el presidente de Disney, Michael Eisner, viera los planos, pidió que la nueva atracción fuera construida en un nuevo parque dedicado al cine, Hollywood y a la industria del entretenimiento.
El concepto original de los Disney-MGM Studios, era funcionar no solo como un parque temático sino como estudios de cine y televisión completos. Cuando Disney-MGM Studios, abrió sus puertas en 1989, tenía dos áreas dedicadas a estudios de producción y animación, en las cuales se produjeron varios proyectos de Disney y los estudios se utilizaron en la filmación de diversos proyectos de otras compañías.
Después de un tiempo de operaciones, se decidió reducir las áreas de los estudios de cine, trasladando el personal y operaciones a los estudios principales de Disney en Burbank, California.

## Áreas
El parque está conformado por siete áreas, cada una con un tema distinto. Las áreas son las siguientes:

### Hollywood Boulevard
Hollywood Boulevard, inspirada en la calle homónima de Los Ángeles, alberga restaurantes y tiendas que venden mercadería de Disney, además de desfiles y otro tipo de entretenimiento callejero. Esta área del parque se parece a Main Street USA en Magic Kingdom, pero en un estilo más acorde con un parque con el tema del cine.
Restaurantes:
- The Hollywood Brown Derby

### Echo Lake
Echo Lake, inspirada en Echo Park, fue diseñada para reflejar la arquitectura predominante durante la época dorada de Hollywood.
Atracciones:
- Star Tours.

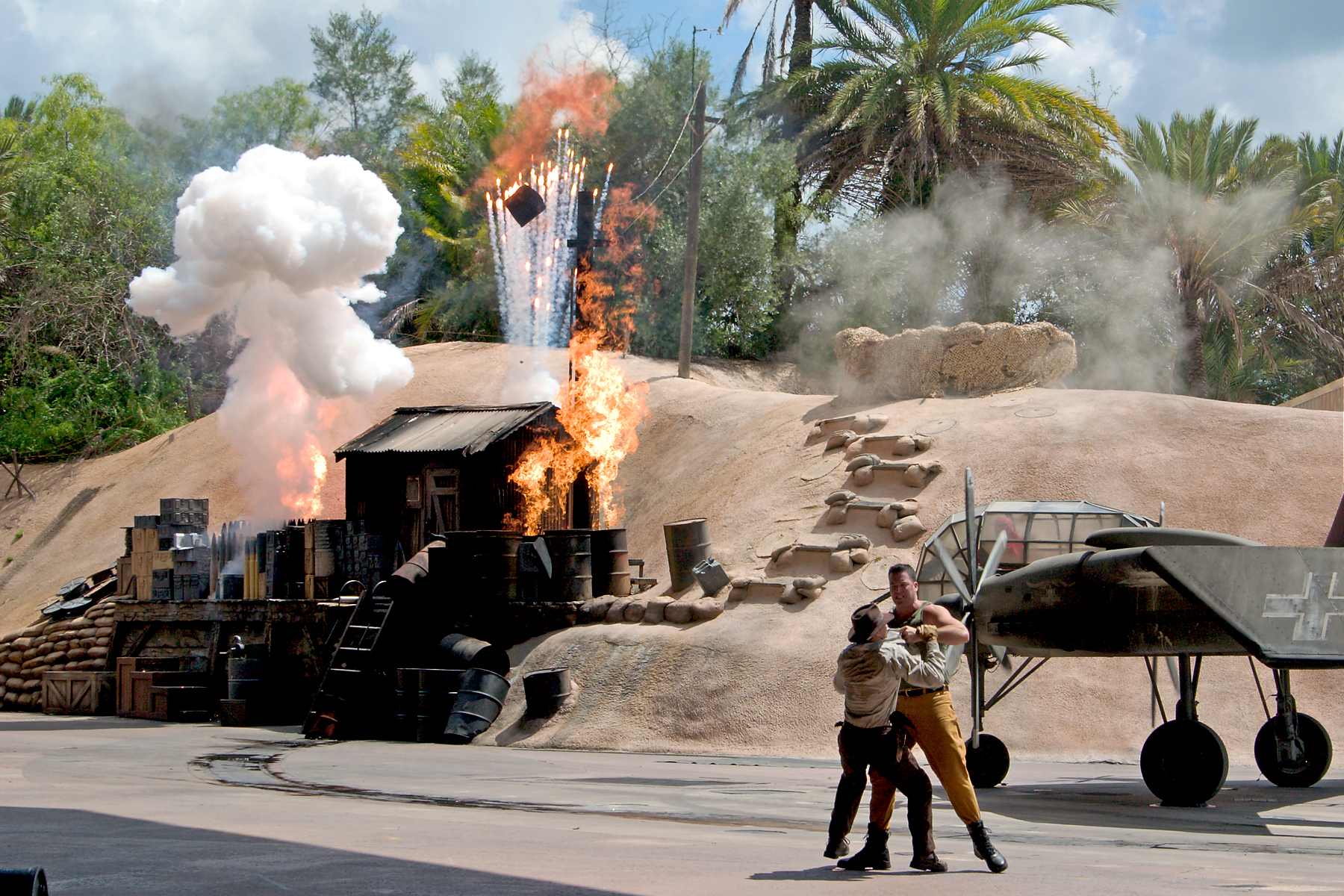
Show de Indiana Jones en Echo Lake.

- Indiana Jones Epic Stunt Spectacular!.
- Jedi Training: Trials of the Temple.
- For the First Time in Forever: A Frozen Sing-Along Celebration.
- Star Wars: Path of the Jedi.

Restaurantes:
- Hollywood & Vine.
- Play 'N Dine at Hollywood & Vine.
- 50's Prime Time Cafe.
- Backlot Express.
- Oasis Canteen.
- Min and Bill's Dockside Dinner.

### Grand Avenue
Atracciones:
- MuppetVision 3D.

Restaurantes:
- ABC Commissary
- Herbie's Drive-In
- Mama Melrose's Ristorante Italiano
- Muppets Joffrey's
- PizzeRizzo
- Sci-Fi Dine-In Theater Restaurant
- Writer's Stop

### Toy Story Land
Atracciones:
- Toy Story Mania!.
- Slinky Dog Dash
- Alien Swirling Saucers

Restaurantes:
- Woody's Lunch Box

Otros:
- Green Army Men Drum Corps
- Green Army Men Boot Camp

### Animation Courtyard
Esta sección posee atracciones basadas en películas y personajes creados por Walt Disney Animation Studios.
Atracciones:
- Walt Disney: One Man's Dream.
- Voyage of The Little Mermaid.
- Beauty & The Beast Live on Stage.
- Disney Junior Live on Stage.

### Sunset Boulevard
Atracciones:
- The Little Mermaid Live on Stage.
- Rock 'n' Roller Coaster Starring Aerosmith.
- The Twilight Zone Tower of Terror.
- Fantasmic!

Restaurantes:
- Starring Rolls Cafe.
- Fairfax Fries.
- Rosie's All-American Cafe.
- Catalina Eddie's.
- Toluca Legs Turkey Co.

### Star Wars: Galaxy's Edge
Área inspirada en la franquicia de Star Wars (La guerra de las galaxias)
Atracciones:
- Millennium Falcon: Smugglers Run
- Star Wars: Rise of the Resistance

Restaurantes:
- Oga's Cantina
- Docking Bay 7 Food and Cargo
- Ronto Roasters
- Kat Saka’s Kettle

## Datos del parque
- Este parque posee el servicio de Disney's FASTPASS en las cuatro atracciones más populares: The Twilight Zone Tower of Terror, Rock 'n' Roller Coaster Starring Aerosmith, Star Tours: The Adventures Continue y Toy Story Mania!.

- Disney tenía prohibido por contrato usar el nombre Disney-MGM Studios en varios tipos de publicidad y marketing, por eso a veces se mencionaba al parque como los Estudios Disney.

- Cada año, se celebran los fines de semana de La Guerra de las Galaxias (Star Wars Weekends), para los cuales llegan fanáticos y celebridades, en mayo y junio. Las festividades incluyen desfiles, juegos, actores firmando autógrafos y hasta clases de sable láser para niños.

- La atracción The Magic of Disney Animation permitía a los espectadores ver a los artistas de Disney trabajando en proyectos reales de Disney. Esto fue posible hasta que esa parte de los estudios cerró en el 2003.

- Los estudios Disney tienen un parque hermano en Disneyland París, llamado Walt Disney Studios Park. Originalmente se pensaba llamarlo Disney-MGM Studios Europe.